# Ramsay Muir
John Ramsay Bryce Muir (født 30. september 1872 i  Otterburn, Northumberland, død 4. maj 1941 i Pinner, Middlesex) var en engelsk historiker.
Muir var 1900–1906 docent og 1906–1913 professor i nyere tids historie i Liverpool samt 1913–1921 professor i Manchester. Af hans skrifter må nævnes History of Liverpool (1907), Making of British India (1915), Nationalism and internationalism (1916; "Nationalism och internationalism", 1917), National selfgovernment (1918), History of the british commonwealth I (1920) og Liberalism and industry (samme år; uddrag i svensk oversættelse, "Liberalismens grundsatser", 1921).